# ورزشگاه ملی کیپ ورد
ورزشگاه ملی کیپ ورد (فرانسوی: Estádio Nacional de Cabo Verde‎) یک ورزشگاه چندمنتظوره در شهر پرایا، کیپ ورد است.
این ورزشگاه که در سال ۲۰۱۴ تاسیس شده دارای ۱۵٬۰۰۰ نفر ظرفیت است و ورزشگاه خانگی تیم ملی فوتبال کیپ ورد محسوب میشود.